# 防衛的悲観主義
防衛的悲観主義は、過去どうであったかに関わらず、個人が自身のパフォーマンスに低い期待を向けるという認知的方略のことを指す。防衛的悲観主義は不安を引き起こすような出来事や仕事に備えるための方略として用いられ、防衛的悲観主義者は、彼らの目標追及に対して不利な影響を及ぼすかもしれない特定の好ましからぬ出来事や失敗について徹底的に思案する。あり得るネガティブな結果を予想しておくことによって、防衛的悲観主義者はそれらを回避するなり、備えるなりするための行動を取ることができる。防衛的悲観主義者はこの方略を取ることで、ともすれば彼らのパフォーマンスを害してしまうかもしれない不安を、有利に利用することができる。
防衛的悲観主義は様々な領域において活用されるが、スピーチはその過程を示す良い例である。スピーチの内容を忘れてしまうとか、喉が渇いてしまうとか、シャツに染みを作ってしまうとかの、起こる可能性がある障害を前もって想像することにより、防衛的悲観主義者はスピーチに関する不安を和らげることができる。彼らはこれらの問題を考慮しておいたために、あらかじめ困難に直面するための適切な準備ができる。例えば、スピーチの要点を記したメモ書きを作るやら、口渇を緩和するために水を一杯演壇に置くやら、染み抜きペンを持ってくるやらの対策を講じうる。これらの予防的な行動は、不安を払拭すると共に、より良いパフォーマンスを促す。
防衛的悲観主義はNancy Cantorと彼女の生徒たちによって、1980年代中盤に発見された。

## 有効性
防衛的悲観主義者は自らのパフォーマンスに比較的満足せず、改善を要する、という自己評価を下しがちではあるが、 実際の所、より楽観的な認知的戦略を取っている人々と比べて、パフォーマンスが悪いということはない。Norem and Cantor (1986)では、防衛的悲観主義者を激励すること、そしてそれによって彼らのネガティブな思考を妨害することが、パフォーマンスの悪化をもたらすかどうかが研究されている。この研究における被験者は、アナグラム課題と図形を鉛筆でなぞる課題を完遂するための準備をするにあたって、自信を持たされるか、そうされないかのいずれかの状態に置かれ、自信づけられる場合では、防衛的悲観主義者は彼らのGPAに基づけばうまくやれると期待してしかるべきだ、と告げられた。結果、自信づけられた防衛的悲観主義者は、そうされなかった防衛的悲観主義者よりも悪い成績を記録した。このように、適切に不安を管理したり、それに対抗したりできない時、彼らのパフォーマンスが低下する点を鑑みれば、防衛的悲観主義は、不安と苦闘する人たちにとっての一種の適応的な方略なのである。

## 主たる構成要素

### 前事実的思考

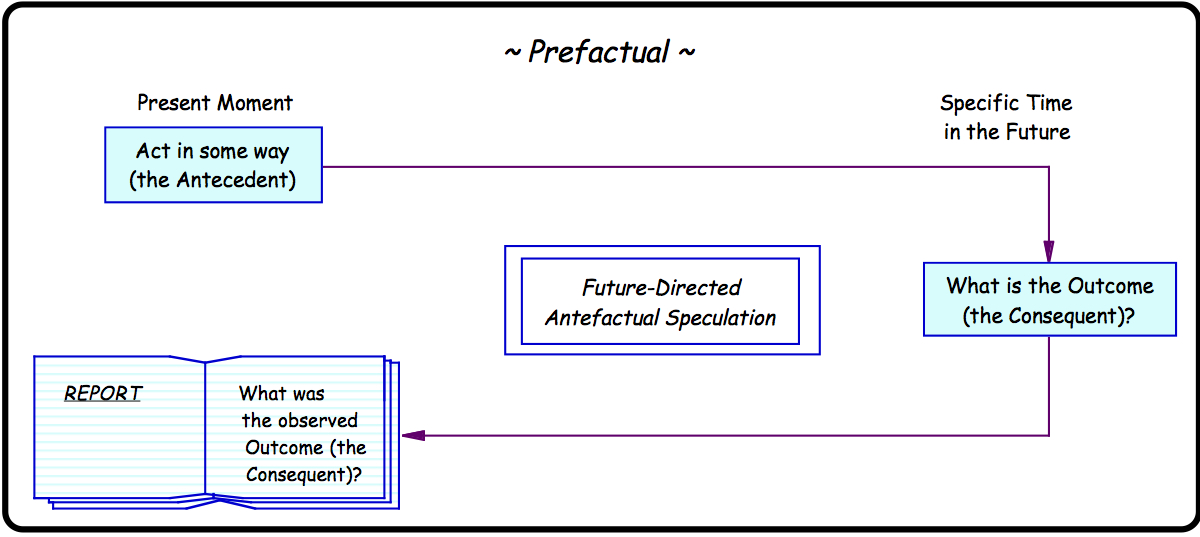
前事実的思考の流れ

前事実的思考(英:prefactual thinking)は防衛的悲観主義に不可欠な構成要素である。これは、期待と同じく、人々が将来の状況においてあり得る結果を想定しておく、という認知的方略を意味する。前事実的(prefactual)という語は、1998年、Lawrence J. Sannaによって具体的に造語されたもので、現在を所与として可能である未来を推定し、「ある出来事が起きたとき、どのような結果がもたらされるか」を問う行為のことを表す。
想定された結果はポジティブであっても望ましくともよいし、ネガティブであっても望ましくなくともよく、またそのどちらでも無くともよい。前事実的思考は、起きうる状況に備えることを可能にするからして、有益なものとなり得る。
防衛的悲観主義者に対して、前事実的思考は、不安を軽減する方策として第一義的かつ重大なものを提供する。通例、このような前事実的思考は悲観的な見通しを伴い、ネガティブで好ましからぬ状況の想定をもたらす。前述の例に関して言えば、スピーチに臨む防衛的悲観主義者が予測するのは、素晴らしいスピーチができること、スタンディングオベーションを受けることではなく、反対に、原稿を失念すること、のどが渇くことなのである。

### 不安
防衛的悲観主義が不安に対処する必要に動機付けられていることから、これが特性不安と神経症傾向に関連づけられることは驚くべきことではない。ネガティブな気分の状態が、目標追及のうちで生じるであろう、挫折とネガティブな結果の想像のうち、潜在的にあり得るものであって、予想できまたその発生を妨げ得るものの生成を手助けすることによって、防衛的悲観主義者の目標達成方略を促すのである。防衛的悲観主義者がポジティブか、さらには単に中立的な気分にあるよう促される場合、ネガティブな気分の状態よりも、実験での課題におけるパフォーマンスは悪化する。目標達成のため、彼らが好んで用いる認知的方略の適切な実行を掣肘されてしまう故、不安はより一層増してしまうのである。

## 自己肯定感
防衛的悲観主義は一般的に低い自己肯定感に関係しており、 それはこの認知的方略が自己批判、悲観主義、過去の成功体験の無視を含んでいることに由る。事実、Norem and Burdzovic Andreas (2006)は、楽観主義者に比べて、防衛的悲観主義者は大学入学時に自己肯定感が低いことを明らめている。しかしながら、四年制大学の修了時には、防衛的悲観主義者の自己肯定感は、楽観主義者とほぼ同水準にまで上昇していた。楽観主義者の自己肯定感は変化せず、防衛的悲観主義を採っていない悲観主義者は、大学修了に際してわずかにそれを減じた。防衛的悲観主義は自己肯定感と密接な関係を有しているかもしれないけれども、その関係は時間が経つにつれて薄れるように見受けられる。

## 悲観主義との比較
防衛的悲観主義は、悲観主義とは異なり、内的で全体的かつ安定的な帰属スタイルではなく、むしろ特定の目的があるという文脈に限って用いられる認知的方略である。 悲観主義には、ある状況で現実になり得るネガティブな結果についての反すう思考が含まれるが、好ましくない状態を見越した上でそれに対抗するという態度は見られない。一方で、防衛的悲観主義は、好ましくない状況の予見を、それに備えるために活用する。ネガティブな可能的状況は、防衛的悲観主義者を、成功のためにより努力するよう動機づけることがしばしばある。 防衛的悲観主義者は不安を抱いてはいるが、望ましくないような状況が発生するだろうと確信しているわけではないので、依然自分の未来はコントロールできるものだと考えるのである。例えば、防衛的悲観主義者は、採用面接に落ちてしまうという恐れから、全てのそれを受けないようにはしないだろう。代わりに、面接中に起こりうる障害、服装規定や、頑固な面接官、返答に窮するような質問などを想定し、それに対応するための準備を徹底的に行うはずだ。 防衛的悲観主義はストレスの大きい出来事への応答ではないし、過去に起きたことを反すう的に考えることでもない。したがって、特性としての、あるいはより広範でネガティブなものの見方としての悲観主義とは区別されるべきである。それどころか、防衛的悲観主義者は、その認知的方略がもはや有益でなくなれば、つまり、未来の悪い状況への備えという役割を終えてしまえば、それを用いることを止めることができるのである。

## 他の認知的方略との比較

### セルフ・ハンディキャッピング
Elliot and Church (2003)は、防衛的悲観主義とセルフ・ハンディキャッピングは、不安を引き起こすような状態に対処するという同一の理由から取られる方略であるとの判断を下している。セルフ・ハンディキャッピングは、自分の成功に障害となるものを生み出すことで、失敗したとしても、自己肯定感が損なわれないようにする認知的方略のことである。セルフ・ハンディキャッピングと防衛的悲観主義の差異は、これらの方略裡の動機付けにある。防衛的悲観主義は、不安を制御すること以上に、高度な成果への欲求によって弥増しに意欲づけられるのだが、セルフ・ハンディキャッピングには、そのような欲求は見出されない。また、Elliot and Church (2003)は、防衛的悲観主義が目標達成を助けるのに対して、セルフ・ハンディキャッピングはそれの妨げとなってしまうことを発見している。セルフ・ハンディキャッピングを取る人々は、回避動機に富み、接近動機に乏しい。つまり、不安から逃れたいものの、成功を手にしたいという意欲はないのである。一方、防衛的悲観主義者にしてみれば、不安を失くしたいということもパフォーマンスに関係しているものの、同時に、成功と目標達成に動機づけられている。なお、防衛的悲観主義が、遂行回避と不安の回避に関連する目標と確かに関係することは明らかになったものの、それが個人の熟達目標を予測する材料となり得るかは定かではない。

### 方略的楽観主義
研究において、防衛的悲観主義は、ある別の認知的方略であるところの方略的楽観主義と頻繁に対比される。方略的楽観主義者は、パフォーマンス場面に際して、自分がうまくやれるだろうと感じる。したがって、彼らも事前に計画を立てているとはいえ、直面するべき何らの不安をも感じていないがために、その計画はただ最低限のものになる。よって、防衛的悲観主義者が自分のパフォーマンスに低い見積もりを出し、不安を感じ、あり得る状況について予行練習をするのとは対照的に、方略的楽観主義者は高くそれを見積もって、落ち着いたまま、あり得る状況については、絶対的に必要なものを除いて思案しないのである。また、防衛的悲観主義者とは異なり、方略的楽観主義者は克服するような不安を持ち合わせていないので、その動機や、障害となってくるものも異なるところから起こるのだが、そのような動機の差異にもかかわらず、両者は客観的に同等のパフォーマンスを結果として出す。つまり、双方にとって、各自の認知的方略が適合的で、成功をもたらすものなのである。

## 関連文献
Norem, J. (2001). The Positive Power of Negative Thinking. Cambridge, MA: Basic Books